# Aetholix indecisalis
Aetholix indecisalis là một loài bướm đêm trong họ Crambidae.